# Wybory prezydenckie w Dżibuti w 2005 roku
Wybory prezydenckie w Dżibuti odbyły się 8 kwietnia 2005. Wybierano spośród kandydatów na urząd Prezydenta kraju na 6-letnią kadencję.
Frekwencja wyniosła 78,9%. Wybory wygrał Ismail Omar Guelleh (Ludowy Ruch na rzecz Postępu) 100% głosów ważnych (94,3% głosów oddanych).
Wybory zostały zbojkotowane przez główne ugrupowania opozycyjne – Unię na rzecz Zmiany Demokratycznej i Front na rzecz Przywrócenia Jedności i Demokracji. Główny potencjalny rywal Guelleha – Mohamed Daoud Chehem – wycofał się z wyścigu 10 marca, motywując to brakiem funduszy. Po zakończeniu głosowania rządzący od 1999 Guelleh wyraził żal, że opozycji „zabrakło odwagi dania wyborcom szansy wyboru między kilkoma kandydatami”. Jego partia sprawuje władzę w kraju nieprzerwanie od uzyskania niepodległości w 1977.